# Bergeron classique
 (septembre 2012).
Si vous disposez d'ouvrages ou d'articles de référence ou si vous connaissez des sites web de qualité traitant du thème abordé ici, merci de compléter l'article en donnant les références utiles à sa vérifiabilité et en les liant à la section « Notes et références ».
Le Bergeron classique est un fromage québécois à pâte ferme et à croûte cirée, produit par la Fromagerie Bergeron à Saint-Antoine-de-Tilly dans la région de la Chaudière-Appalaches.
Il s’agit de la première création élaborée à partir de la recette originale hollandaise de gouda des maîtres fromagers de la  Fromagerie Bergeron. 

## Description
Le Bergeron Classique est un fromage à pâte ferme à base de lait de vache pasteurisé et sans lactose.
Le Bergeron Classique est affiné durant 3 mois. Il contient 28 % de matières grasses et a un taux d’humidité de 43 %.

## Mets
Le Bergeron Classique peut être consommé de différentes façons. Il est particulièrement apprécié :
- dans les salades et les soupes ;
- dans les fondues et les sauces béchamel ;
- fondu sur un croûton ;
- sur des pommes de terre aux lardons ou au bacon ;
- en raclette ;
- dans les plats gratinés ;
- sur les pizzas ;
- dans les plats de pâtes.

## Accords
- Bières blondes de type pils
- Vins blancs secs : Chardonnay, pinot blanc, Riesling, Sauvignon et Muscadet
- Vins rosés secs : rosé de Provence
- Vins rouges légers : Beaujolais, Sancerre, Gamay et pinot noir.

## Distinctions
- American Cheese Society
- British Empire Cheese Show
- Canadian Western Agribition
- Les Grands prix des fromages canadiens